# Teratophyllum rotundifoliatum
Teratophyllum rotundifoliatum là một loài thực vật có mạch trong họ Lomariopsidaceae. Loài này được (Bonap.) Holttum miêu tả khoa học đầu tiên năm 1932.